# Herina oscillans
Herina oscillans är en tvåvingeart som först beskrevs av Johann Wilhelm Meigen 1826.  Herina oscillans ingår i släktet Herina och familjen fläckflugor. Arten är reproducerande i Sverige. Inga underarter finns listade i Catalogue of Life.